# امره آلتوغ
امره آلتوغ (ترکی استانبولی: Emre Altuğ؛ زادهٔ ۱۴ آوریل ۱۹۶۹) موسیقی‌دان، خواننده و بازیگر اهل ترکیه است. وی از سال ۱۹۹۳ میلادی تاکنون مشغول فعالیت بوده‌است.